# Kreisgericht Friedeberg in der Neumark
Das Kreisgericht Friedeberg in der Neumark war ein preußisches Kreisgericht in der damaligen Provinz Brandenburg mit Sitz in der Stadt Friedeberg in der Neumark.

## Geschichte
In Bezirk des Kreisgerichts Friedeberg in der Neumark bestanden bis 1849 das königliche Stadtgericht Friedeberg sowie viele Patrimonialgerichte.
1849 wurden in Preußen einheitlich Kreisgerichte geschaffen. Hierbei wurde die Patrimonialgerichtsbarkeit abgeschafft und die Patrimonialgerichte wurden aufgehoben. Auch die eingangs genannten Gerichte wurden aufgehoben und es entstand das Königliche Kreisgericht Friedeberg in der Neumark im Sprengel des Appellationsgerichts Frankfurt a. d. Oder. Es war für den Kreis Friedeberg Nm., den größten Teil des Kreises Arnswalde und einen Teil des Kreises Landsberg an der Warthe  zuständig.
Zuständiges Schwurgericht war das Kreisgericht Landsberg an der Warthe. Am Gericht waren 1870 ein Direktor und 16 Kreisrichter eingesetzt. 1870 betrug die Zahl der Gerichtseingesessenen 97.723. Gerichtsdeputationen bestanden in Arnswalde und Driesen, Gerichtskommissionen bestanden in Neuwedell, Reetz und Woldenberg.
Im Rahmen der Reichsjustizgesetze wurde das Gerichtswesen in Deutschland 1879 vereinheitlicht. Damit wurde das Kreisgericht Friedeberg in der Neumark aufgehoben und das königlich preußische Amtsgericht Friedeberg N.M. mit Wirkung zum 1. Oktober 1879 als eines von 14 Amtsgerichten im Bezirk des Landgerichtes Landsberg a.W. als Nachfolger gebildet. Auch die Gerichtsdeputationen/kommissionen wurden in Amtsgerichte (Amtsgericht Arnswalde, Amtsgericht Driesen, Amtsgericht Neuwedell, Amtsgericht Reetz und Amtsgericht Woldenberg) umgewandelt.